# Ashikaga Yoshikatsu
Ashikaga Yoshikatsu (jap. 足利 義勝, * 9. März 1434; † 16. August 1443) war der siebente Shogun des Ashikaga-Shogunats und regierte 1441 bis 1443 während der Muromachi-Zeit Japans.  
Yoshikatsu war Sohn des sechsten Shoguns, Ashikaga Yoshinori.
Yoshikatsu wurde im Alter von 8 Jahren Seii Taishogun, ein Jahr nachdem sein Vater Yoshinori von Akamatsu Mitsusuke während der Kakitsu-Rebellion von 1441 ermordet worden war.
Yoshikatsu starb jedoch zwei Jahre später durch den Sturz von einem Pferd und wurde von seinem jüngeren Bruder, Ashikaga Yoshimasa 1449 als achtem Shogun nachgefolgt.